# Updown
«Updown» (estilizada en minúsculas) es una canción hyperpop de Piri y Tommy Villiers. Lanzada el 17 de febrero de 2023 en Polydor Records, la canción trata sobre Piri teniendo sexo postura vaquera con Villiers. La canción recibió una recepción crítica muy positiva.

## Trasfondo
El 11 de enero de 2023, Clash informó que Piri y Tommy Villiers se habían separado, pero seguían siendo amigos, lanzarían música previamente grabada y planeaban trabajar juntos en el futuro. Luego aparecieron en «Feel It» de MJ Cole, que fue acreditada a «MJ Cole ft. Piri & Tommy Villiers», y el 17 de febrero de 2023, lanzaron la canción hyperpop «Updown», que fue acreditada a «Piri & Tommy Villiers». La canción fue escrita sobre tener sexo postura vaquera con Villiers; Piri le dijo a Radio 1 Dance Party de Danny Howard que lo había escrito aproximadamente un año antes, y que tenía un «ritmo de cuatro a la pista realmente rápido». Es el primer lanzamiento de Piri & Tommy en el que tiene créditos de producción; parte del estribillo de la canción, I take it updown updown updown updown, se hizo después de que accidentalmente copió y pegó su voz. La canción presenta un «drop de Crazy Frog» al final; ella le dijo a Capital Dance tras su lanzamiento que Villiers lo había agregado durante la preparación para los sets en vivo de Piri & Tommy, ya que quería que «saltara más fuerte [,...] luego nos encantó tanto que lo mantuvimos completo».

## Recepción
Tras su lanzamiento, BBC Radio 1 lo anunció como el «record más candente» de ese día. En una reseña del sencillo cuando salió, Onestowatch.com lo describió como un «himno hyperpop obsceno» y una «declaración electrizante para cualquiera que se haya sentido empoderado al tener a alguien a su merced con el mero testigo de su silueta», y Clash Music lo describieron como «un regreso brillante que pasa de una percusión cargada de breaks a una plantilla híper-pop» y «una dosis de empoderamiento femenino impulsado por el rave [con] una voz mordaz de piri y algunos elementos de producción atrevidos». Attack The Culture señaló que «parece que podría haber sido un himno de fiesta de Nochevieja» y lo describió como una «joya de audio», mientras que la Official Charts Company describió la canción como «Charli XCX-esca».
Al revisar una actuación de un set del Froge.tour de noviembre de 2022, Izzy Morris de LeftLion describió «Updown» como una grabación en la que «la pareja juega con la sintonización automática estilística» y elogió la «exploración de la 'era hyperpop'» de Piri. Sin embargo, tras su lanzamiento, escribió una reseña más variada para Impact Nottingham; si bien encontró la pista «perfectamente construida para una pista de baile, con el pegadizo y repetitivo 'updown' en el estribillo, invocando a tu cabeza para moverse hacia arriba y hacia abajo con él», quedó desconcertada por la letra y señaló que «cuando miras más cerca a [la letra], hay algo un poco incómodo; Piri se compara con otras chicas que no están dispuestas a 'ponerse a trabajar', pero que ella es diferente porque está dispuesta a 'poner el movimiento' para su pareja», que «[e]sta pista, que por lo demás es contagiosamente digna de bailar, está algo decepcionada por esta evidente misoginia interiorizada», y le otorgó 2,5 estrellas de 5.

## Vídeo musical y otros usos
El 2 de marzo de 2023 se lanzó un vídeo musical de la canción. Dirigido por Ayla Spaans, el video muestra a Piri cantando, bailando y bailando en barra al son de la canción. Hacia el final de la canción, la directora y sus dos bailarinas se convierten en ranas. Villiers no aparece en el vídeo; se afirmó que en ese momento, Piri y Villiers necesitaban espacio. El 27 de mayo de 2023, Piri interpretó la canción en Radio 1 Big Weekend.

## Personal
- Piri - voz[15]
- Tommy Villiers - producción, mezcla[15]
- Cass Irvine - masterización[15]

## Historial de lanzamientos
| Región | Fecha                 | Versión                     | Etiqueta | Ref. |
| ------ | --------------------- | --------------------------- | -------- | ---- |
| Varios | 17 de febrero de 2023 | Descarga digital, streaming | Polidor  |      |